# Iglesia de Nuestra Señora de la Paz (Villa de Otura)
La iglesia de Nuestra Señora de la Paz es una iglesia parroquial de la localidad española de Villa de Otura, en Granada.

## Historia
Se construyó durante el siglo XVI, sobre una mezquita, aunque fue bastante reformada en el siglo XVIII.

## Descripción
Es de estilo neoclásico, de planta cuadrada, exterior muy sobrio e interior similar.